# Bruno Schacherl
Bruno Schacherl (Fiume, 14 maggio 1920 – Firenze, 23 febbraio 2015) è stato un giornalista, traduttore e antifascista italiano.

## Biografia
Bruno Schacherl nasce a Fiume nel 1920 da una famiglia ebraica di origine boema. Iscrittosi all'Università di Firenze, ove è allievo di Giuseppe De Robertis, si laurea in lettere nel 1941. Antifascista, frequenta gli intellettuali del Caffè Le Giubbe Rosse e, tramite i cugini Laura e Lucio Lombardo Radice, prende parte alla Resistenza.

Giornalista presso il quotidiano l'Unità e collaboratore delle riviste Rinascita, Il Nuovo Corriere dell'amico Romano Bilenchi e Il Contemporaneo, è stato anche critico teatrale e traduttore di alcuni tra i maggiori scrittori francesi.
Ai tempi in cui Fiume divenne italiana (1924), Schacherl risultava per l'anagrafe locale cittadino cecoslovacco (la Boemia era una delle regioni che aveva costituito la Cecoslovacchia dopo la Grande guerra) la cui famiglia d'origine si era trasferita temporaneamente nella città quarnerina. Mantenne questa nazionalità fino al 1966, quando divenne ufficialmente cittadino italiano con l'aiuto di Mario Alicata, critico letterario e deputato del Partito comunista, che si rivolse direttamente al Ministro dell'interno di allora, Paolo Emilio Taviani.
È deceduto a Firenze nel 2015 all'età di 94 anni.

## Opere
- Come se, Fiesole, Cadmo, 2002. ISBN 88-7923-265-7.
- Il critico errante. Anni Sessanta e dintorni a teatro in cerca di Storia,  Firenze, Le Lettere, 2005. ISBN 88-7166-898-7.

### Traduzioni, prefazioni e curatele
- Marcel Proust, Casa Swann (Alla ricerca del tempo perduto), a cura di Bruno Schacherl, Firenze, G. C. Sansoni, 1946.
- Gustave Flaubert, Bouvard e Pécuchet, traduzione e prefazione di Bruno Schacherl, Firenze, Vallecchi, 1947.
- Honoré de Balzac, Cesar Birotteau, traduzione di Bruno Schacherl, Roma, Editori Riuniti, 1959. Nuova ed.: Roma, Editori internazionali riuniti, 2013. ISBN 978-88-359-9228-8.
- Stendhal, Il rosso e il nero, traduzione di Bruno Schacherl, Firenze, Parenti, 1963.
- Stendhal, La certosa di Parma, traduzione di Bruno Schacherl, Roma, Editori Riuniti, 1964.
- Théophile Gautier, Il capitan Fracassa, prefazione di Bruno Schacherl, Roma, Torriani, 1967.
- György Lukács, Il marxismo nella coesistenza, prefazione di Bruno Schacherl, Roma, Editori Riuniti, 1968.
- Charles de Brosses, Viaggio in Italia. Lettere ai familiari, Roma-Bari, Laterza, 1973.
- Stendhal, Storia della pittura in Italia, a cura di Bruno Schacherl, Roma, Editori Riuniti, 1983. ISBN 88-359-2642-4.
- Honoré de Balzac, L'albergo rosso, a cura di Bruno Schacherl, traduzione di Bruno Schacherl e Clara Sereni, Roma, Editori Riuniti, 1984. ISBN 88-359-2739-0. Nuova ed.: Roma, Editori Riuniti, 1995. ISBN 88-359-4011-7.
- Stendhal, Roma, Napoli e Firenze,  traduzione di Bruno Schacherl, Firenze, Parenti 1960 e Milano, Humboldt Books 2024. ISBN 9791280336217.